# ETL Mark III
ETL Mark IIIは、日本の通商産業省工業技術院電気試験所（のちの国立研究開発法人産業技術総合研究所）が1950年代に開発した日本初のトランジスタ式コンピュータである。
この項目では便宜上、ほかのETLシリーズについても説明する。

## 歴史

### ETL Mark II以前

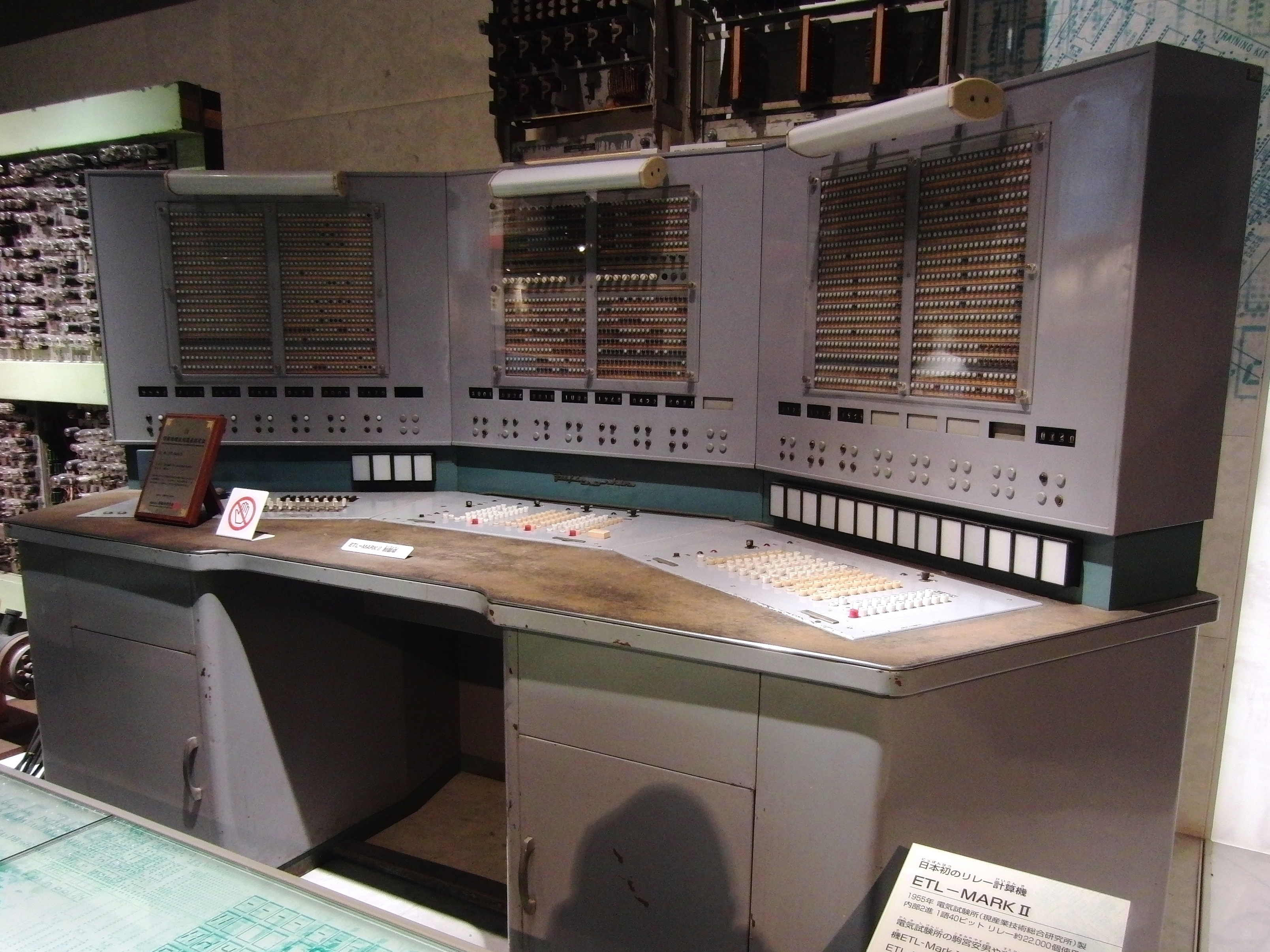
ETL Mark II。国立科学博物館の展示。

ETL Mark Iおよび、ETL Mark IIは、リレーを利用した電気式の計算機であり、「電子」計算機ではない。リレーの特性のために非同期論理回路を採用するなど、Mark III以降とは開発史上つながらない点が多い。

### ETL Mark III
1954年、電気試験所に米国留学から帰国した和田弘を部長とする電子部が創設された。1948年に発明されたトランジスタを研究する部門であったが、その中の回路技術研究室の高橋茂、西野博二らは1955年からトランジスタによるコンピュータの開発に着手した。
当時はトランジスタ自体が開発初期の時代であり、使用するトランジスタ数を抑えるため、トランジスタ数の多くなる静的論理方式ではなく動的論理方式を採用した。また論理演算はダイオード論理で行い、トランジスタは増幅のみに使うDiode-transistor logic（DTL）方式である。これは真空管式という違いはあるがSEACと同様の方式である。また、研究試作ということで16ビットワードとし、除算回路も浮動小数点演算回路も持たない構成でトランジスタ数を減らした。記憶装置としては、水銀遅延線の扱いにくさを回避するため、光学ガラスを媒質とした遅延線メモリ（128ワード）を使用している。
1956年7月には動作するようになり、日本での電子計算機としてはFUJICに次いで二番目、トランジスタ計算機としては日本初であった。世界的に見ても最初期のトランジスタ計算機である（トランジスタ・コンピュータ#その他の初期の装置等を参照）。

### ETL Mark IV
Mark III は点接触型トランジスタを使用していて、動作は高速（加算時間は0.56ms）だったが、点接触型トランジスタの信頼性の低さに由来する故障が多かった。そこで、速度は犠牲になるが、信頼性を高めるために接合型トランジスタを使用した Mark IV の開発が始められた（すぐに接合型トランジスタの性能は向上したが、この時にはまだ接合型トランジスタは点接触型トランジスタより遅かった）。商用化を考慮し、事務用途で使われることを想定して、BCDを基本方式としている。メモリアドレスまでBCD三桁で表現していた。メモリは、クロックが遅いため不利になる遅延式は止め、磁気ドラムメモリを使用した。機械部分はジャイロコンパスで高速回転体の経験のある北辰電機製作所に、磁性体はテープレコーダーの東通工に開発させた。容量は1000ワード（1ワードはBCD6桁、つまり24ビット）とした。1957年11月に完成し、これをもとに電機メーカー各社が製品化している（後述）。また、Mark IV を利用した機械翻訳機「やまと」が開発された。その過程で文字認識装置も開発されている。
ETL Mark IVベースで製品化されたマシン
- 日本電気
  - NEAC-2201 （1958年）
  - NEAC-2202 （1959年）
  - NEAC-2203 （1959年）

- 日立製作所
  - HITAC 301 （1959年）
  - HITAC 501 （1960年）

- 松下通信工業
  - MADIC-1 （1959年）

同機からの技術導入で製作されたマシン
- 北辰電機製作所
  - HOC 100 （1958年）
  - HOC 200 （1960年）

### ETL Mark V以降
ETL Mark V
電気試験所内の計算機需要が高まって、浮動小数点演算回路を持つマシンとして設計。製造は日立製作所が担当し、1960年5月に完成している。HITAC 102は、これをベースで製品化されたマシンである。
ETL Mark 4A
さらに改良が続けられ、後に第五世代コンピュータ計画の中心となった渕一博が加わり、ワード長をBCD6桁から8桁に拡大しインデックスレジスタを追加。さらに記憶装置を磁気コアメモリにして1959年開発され、性能が十倍になった。
ETL Mark 4B
各種入出力装置を接続するための専用計算機として1961年開発。Mark 4A と接続してマルチプロセッサシステムを構成している。
ETL Mark VI
超大型コンピュータの研究のため、1959年ごろから研究開始し、1965年に完成。この過程で様々な新方式を生み出し、後の日本のコンピュータ産業の礎となった。この機種をもって電気試験所でのコンピュータ開発は役目を終えた。